# عباس‌آباد (سیروان)
عباس‌آباد، روستایی در دهستان لومار بخش مرکزی شهرستان سیروان در استان ایلام ایران است.

## جمعیت
بر پایه سرشماری عمومی نفوس و مسکن در سال ۱۳۹۵، جمعیت این روستا برابر با ۱۲ نفر (۵ خانوار) بوده است.